# Sønder Starup Sogn
Sønder Starup Sogn er et sogn i Haderslev Domprovsti (Haderslev Stift).
Grarup Sogn har været anneks til Sønder Starup Sogn. Begge sogne hørte til Haderslev Herred i Haderslev Amt. De var hver sin sognekommune, da de ved kommunalreformen i 1970 blev indlemmet i Haderslev Kommune.
I Sønder Starup Sogn ligger Sønder Starup Kirke.
I sognet findes følgende autoriserede stednavne:
- Brorsbøl (bebyggelse)
- Bøllemose (bebyggelse)
- Fuglevig (vandareal)
- Knav (bebyggelse)
- Lunding (bebyggelse, ejerlav)
- Lønt (bebyggelse)
- Olufskær (landbrugsejendom)
- Starup (bebyggelse)
- Vandling (bebyggelse, ejerlav)

## Afstemningsresultat
Folkeafstemningen ved Genforeningen i 1920 gav i Sønder Starup Sogn 346 stemmer for Danmark, 42 for Tyskland. Af vælgerne var 84 tilrejst fra Danmark, 27 fra Tyskland. 